# Liste der Biografien/Holy
Liste der Biografien |
Portal Biografien |
Personensuche
# |
A |
B |
C |
D |
E |
F |
G |
H |
I |
J |
K |
L |
M |
N |
O |
P |
Q |
R |
S |
T |
U |
V |
W |
X |
Y |
Z |
?
 
Ha |
Hd |
He |
Hi |
Hj |
Hk |
Hl |
Hm |
Hn |
Ho |
Hr |
Hs |
Ht |
Hu |
Hv |
Hw |
Hy
 
Hoa |
Hob |
Hoc |
Hod |
Hoe |
Hof |
Hog–Hok |
Hol |
Hom |
Hon |
Hoo |
Hop |
Hoq |
Hor |
Hos |
Hot |
Hou |
Hov |
How |
Hox |
Hoy |
Hoz
 
Hola |
Holb |
Holc |
Hold |
Hole |
Holf |
Holg |
Holi |
Holj |
Holk |
Holl |
Holm |
Holn |
Holo |
Holp |
Holr |
Hols |
Holt |
Holu |
Holv |
Holw |
Holy |
Holz
Die Liste der Biografien führt alle Personen auf, die in der deutschsprachigen Wikipedia einen Artikel haben. Dieses ist eine Teilliste mit 20 Einträgen von Personen, deren Namen mit den Buchstaben „Holy“ beginnt.

## Holy
- Holy, Adrien (1898–1978), Schweizer Maler, Grafiker, Bühnenbildner und Kunstpädagoge
- Holy, Anton, österreichischer Tischtennisspieler
- Holý, Antonín (1936–2012), tschechischer Naturwissenschaftler und Chemiker
- Holy, David (* 1979), deutscher Produzent, Hörspielregisseur, -autor, Designer und Unternehmer
- Holý, David (* 1998), tschechischer Stabhochspringer
- Holy, Gerhard von († 1736), deutscher Orgelbauer
- Holy, Jochen (1941–2020), deutscher Textilunternehmer
- Holy, Mirela (* 1971), kroatische Politikerin (ORaH, bis 2013 SDP)
- Holý, Tomáš (1968–1990), tschechoslowakischer Schauspieler
- Holy, Uwe (* 1940), deutscher Textilunternehmer
- Holy, Walter (1921–2006), deutscher Trompeter

### Holyf
- Holyfield, Evander (* 1962), US-amerikanischer BoxerEvander Holyfield (* 1962)

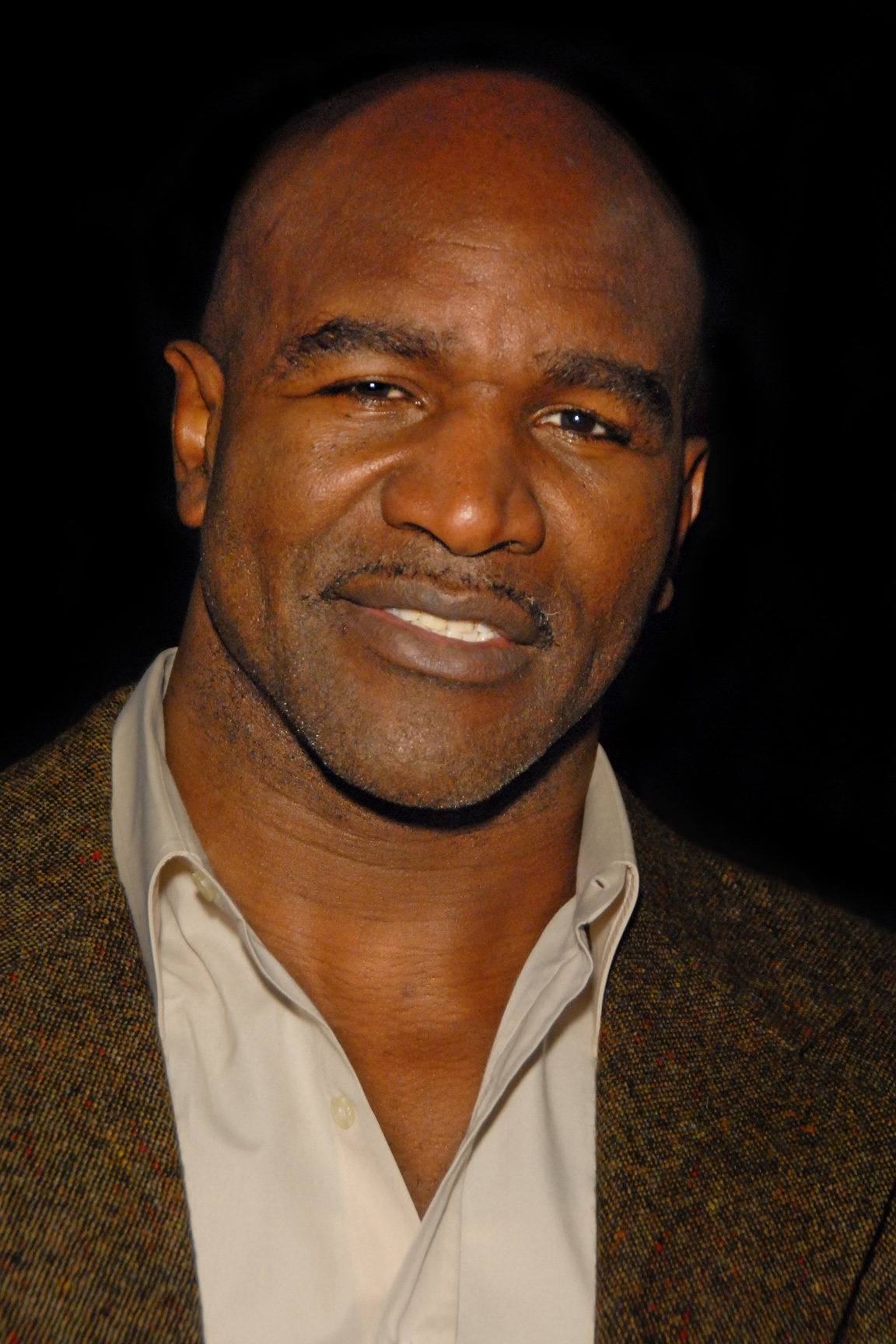
Evander Holyfield (* 1962)

### Holyk
- Holyk, Jurij (* 1977), ukrainischer Berater und Kommunikationsmanager

### Holyo
- Holyoak, David T. (* 1949), britischer Ornithologe, Naturschutzbiologe, Malakologe und Bryologe
- Holyoak, Keith (* 1950), kanadisch-amerikanischer Kognitionspsychologe und Dichter
- Holyoake, George Jacob (1817–1906), englischer Sozialpolitiker
- Holyoake, Keith (1904–1983), neuseeländischer Politiker, Premierminister von Neuseeland
- Holyoke, Edward Augustus (1728–1829), amerikanischer Arzt
- Holyoke, Edward Augustus (1908–2001), US-amerikanischer Arzt, Anatom und Hochschullehrer an der Universität von Nebraska

### Holyr
- Holyroodhouse, John Bothwell, 1. Lord (1550–1609), schottischer Richter und Senator of the College of Justice